# Општина Тетово
Општина Тетово је једна од 9 општина Полошког региона у Северној Македонији. Седиште општине је истоимени град Тетово.

## Положај
Општина Тетово налази се у западном делу Северне Македоније и погранична је према Србији на северозападу. Са других страна налазе се друге општине Северне Македоније:
- североисток — Општина Теарце
- исток — Општина Јегуновце
- југоисток — Општина Желино
- југ — Општина Брвеница
- југозапад — Општина Боговиње

## Природне одлике
Рељеф: Општина Тетово обухвата средишњи плодне и густо насељене Полошке котлине и суседне висове на западу. Најзначнија планина је Шар планина.
Клима у нижем делу општине влада умерено континентална клима, а у вишем делу влада њена оштрија варијанта.
Воде: Сви водотоци у општини су мањи и притоке су Вардара. Од њих је најзначајнија речица Тетовска Пена.

## Становништво
Општина Тетово имала је по последњем попису из 2002. г. 86.580 ст., од чега у седишту општине, граду Тетову, 52.915 ст. (61%). Општина је веома густо насељена.
Национални састав: Албанци око 75%, Македонци око 20% и 5% Турци, Роми, Срби и др.

## Природне и културне знаменитости
Тетово је један од најстаријих градова у Северној Македонији, који је током историје био додирна тачка различитих култура у зависности од традиција друштва која су живела на овим просторима. Град носи име митског јунака по имену Тето (Ктето), који је очистио околину од змија.
Неки од бројних културних споменика укључују: Шарену џамију, Харабати Бабину текију, хамам, Стари мост, тетовску тврђаву Кале, Лешочки манастир и многе друге, који умногоме доприносе туризму општине.
Током војних акција 2001. године, Лешочки манастир је био потпуно разрушен и уништен, а током лета 2005. је обновљен у целости уз помоћ Европске Агенције за обнову и развој.
Главни потенцијал за развој туризма поседује туристички центар Попова шапка и друге лепоте Шар планине, која је позната као битан доприносилац развоја снежних спортова у држави, а и шире.

## Насељена места
У општини постоје 20 насељених места, једно градско (Тетово), а осталих 19 са статусом села:
| - Тетово - Бозовце - Бродец - Вејце - Вешала | - Гарје - Голема Речица - Ђермо - Једоарце - Лавце | - Лисец - Мала Речица - Отуње - Порој - Сараћино | - Селце - Сетоле - Фалише - Џепчиште - Шипковица |  |